# Mōri Takachika
Mōri Takachika est un nom japonais traditionnel ; le nom de famille (ou le nom d'école), Mōri, précède donc le prénom (ou le nom d'artiste).
Mōri Takachika (毛利 敬親, 5 mars 1836-17 mai 1871) est le 14e daimyō du domaine de Chōshū. Il change plus tard son nom pour « Yoshichika » (慶親). Son clan est l'ennemi traditionnel du shogunat Tokugawa et il devient un personnage important de la période du Bakumatsu.
Il est le fils du 12e daimyō, Mōri Narimoto, et d'une concubine.
Il a employé Murata Seifu, Tsuboi Kuemon et Sufu Masanosuke pour réformer l'économie et l'administration de son clan.
Durant son règne, les événements qui se déroulent sont : le bombardement de Shimonoseki, l'affaire Ikedaya, la rébellion des portes Hamaguri, la première expédition de Chōshū puis la seconde, l'alliance Satchō et la guerre de Boshin.
Il est aussi le premier daimyō à remettre ses terres à l'empereur durant l'abolition du système han.

## Source de la traduction
- (en) Cet article est partiellement ou en totalité issu de l’article de Wikipédia en anglais intitulé « Mōri Takachika » (voir la liste des auteurs).